# Neocinnamomum delavayi
Neocinnamomum delavayi là loài thực vật có hoa trong họ Nguyệt quế. Loài này được (Lecomte) H. Liu miêu tả khoa học đầu tiên năm 1934.